# Бетсі Мітчелл
Бетсі Мітчелл (англ. Betsy Mitchell, 15 січня 1966) — американська плавчиня.
Олімпійська чемпіонка 1984 року, призерка 1988 року.